# Leipheimer Moos
Das Naturschutzgebiet Leipheimer Moos liegt auf dem Gebiet der Stadt Leipheim im schwäbischen Landkreis Günzburg.
Das Gebiet erstreckt sich nordöstlich des Leipheimer Stadtteils Riedheim entlang der nördlich verlaufenden Landesgrenze zu Baden-Württemberg. Nördlich direkt anschließend – im Alb-Donau-Kreis auf baden-württembergischem Gebiet – erstreckt sich das 79,6 ha große Naturschutzgebiet Langenauer Ried. Nordöstlich erstreckt sich das 225,5 ha große Naturschutzgebiet Gundelfinger Moos und südöstlich die Naturschutzgebiete Nauwald (168 ha) und Donauhänge und Auen zwischen Leipheim und Offingen (58 ha).

## Bedeutung
Das 183,18 ha große Gebiet mit der Nr. NSG-00425.01 wurde im Jahr 1992 unter Naturschutz gestellt. Es handelt sich um ein kalkreiches Niedermoor auf nach Entwässerung degradiertem Standort. Es ist das Relikt einer ehemals größeren Vermoorung der Donauniederung.